# جاك بونهام
جاك بونهام (بالإنجليزية: Jack Bonham)‏ هو لاعب كرة قدم بريطاني، ولد في 14 سبتمبر 1993 في ستيفينيدج ‏ في المملكة المتحدة. شارك مع منتخب جمهورية أيرلندا تحت 17 سنة لكرة القدم. أما مع النوادي، فقد لعب مع نادي برينتفورد ونادي واتفورد.

## وصلات خارجية
- جاك بونهام على موقع قاعدة بيانات كرة القدم.إي يو (الإنجليزية)
- جاك بونهام على موقع Soccerbase.com (لاعب) (الإنجليزية)
- جاك بونهام على موقع عالم كرة القدم.نت (الإنجليزية)